# Szamantabhadra
Szamantabhadra (szanszkrit, „Aki Teljesen Átitatott Jóval” vagy „Teljes Mértékben Kiváló”) a tibeti buddhizmus nyingma iskolájában és a dzogcsenben az Ádi-Buddha, azaz ősbuddha, az Eredendő Buddha, a mahájána buddhizmusban egy ugyanezen a néven ismert bódhiszattva, akit a buddhista gyakorlással és a meditációval azonosítanak. Bodhiszattvaként a nyolc fő bodhiszattva egyike (Mandzsushrí, Avalókitésvara, Vadzsrapáni, Majtréja, Ksithigarbha, Akasagarba, Szarvanivaranaviskambin és Szamantabhadra), Sákjamuni Buddhával és Mandzsusrí bodhiszattvával együtt alkotják a Sákjamuni háromságot. Ő a Lótusz szútra patrónusa. Az Avatamszaka-szútra szerint Szamantabhadra tízes fogadalmat tett, amely lésőbb a bodhiszattva fogadalom alapjává vált. Kínában Szamantabhadra a cselekvés, míg Mandzsusrí a pradzsná megtestesítője. Japánban gyakran üdvözítik őt a tendai és a singon buddhizmusban, és a Lótusz szútra védőszentjének tekintik a nicsirenben.

## Eredete
A Lótusz szútra részletesen jellemzi Szamantabhadra bodhiszattvát a vizualizációs gyakorlatok elősegítése érdekében. Hosszasan leírja a dicsőítésével járó erényeket.
Szamantabhadra az Ávatamszaka-szútra fő alakja, főleg az utolsó fejezeté (Gandavjúha-szútra), amelyben Szamantabhadra találkozik tanítványával, Szudhanával, akinek elmagyarázza, hogy a bölcsesség csak a gyakorlatba való átültetés végett létezik és csak akkor jó, ha minden érző lény javát szolgálja. Ebben a szútrában említi meg Buddha, hogy Szamantabhadra tízrétű fogadalmat tett a buddhává válás eléréséért:
1. tisztelni a buddhákat,
2. dicsőíteni a tathágatákat,
3. széles körű felajánlásokat (dána)tenni,
4. megbánni a múltbeli tetteket,
5. örvendezni mások érdemei felett (mudita),
6. kérni a dharma-kerék megforgatását,
7. kérni a buddhák maradását a világban,
8. mindig követni a buddhák tanítását,
9. folyamatosan alkalmazkodni a lényekhez,
10. egyetemesen átadni az érdemeket